# Mesarmadillo gracilipennis
Mesarmadillo gracilipennis är en kräftdjursart som beskrevs av Arcangeli 1950. Mesarmadillo gracilipennis ingår i släktet Mesarmadillo och familjen Eubelidae. Inga underarter finns listade i Catalogue of Life.